# Écauville

Écauville este o comună în departamentul Eure, Franța. În 1 ianuarie 2022 avea o populație de 114 de locuitori.